# Sentier national au Québec

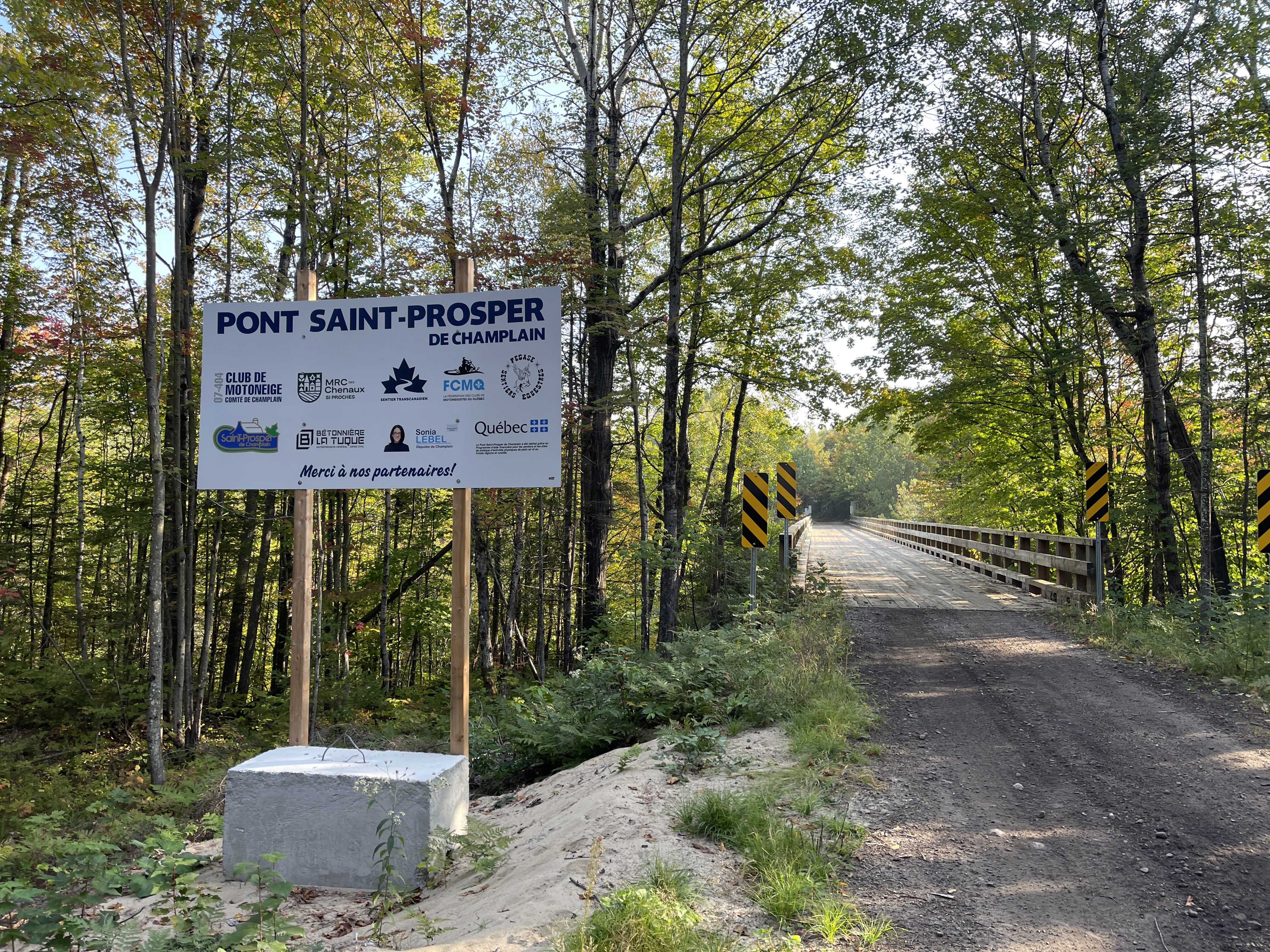
Ancienne voie ferrée convertie en Sentier Transcanadien, pont de Saint-Prosper-de-Champlain, au-dessus du ruisseau Cossette

Le Sentier national au Québec, parfois simplement nommé Sentier national, est le plus long sentier en milieu naturel de la province de Québec. Destiné à la pratique de la randonnée pédestre, de la raquette à neige et du ski nordique, ce sentier fait 1650 km de long. Le Sentier national au Québec sillonne neuf régions du Québec, soit l'Outaouais, les Laurentides, Lanaudière, la Mauricie, Québec, Charlevoix, Manicouagan, le Bas-Saint-Laurent et la Gaspésie.

## Histoire
En 1971, l'Albertain Douglas Campbell exprime l'idée de créer un sentier national qui parcourrait le Canada d'un océan à l'autre (à ne pas confondre avec le Sentier Transcanadien). En 1977, il fonde l'Association canadienne du Sentier national (ACSN), en anglais la Canadian Hiking Association, pour promouvoir son projet. En 1984, l'organisme revoit sa structure afin de mieux orchestrer le développement du sentier à travers les provinces.
En 1984, la Fédération québécoise de la marche, aujourd'hui devenue Rando Québec, est désignée pour s'occuper de la portion québécoise du sentier. En 1989, le citoyen québécois Réal Martel prend en main le projet et crée le tracé du Sentier national du Québec. En 1990, il crée le Comité québécois pour le Sentier national.